# Saint-Georges-Haute-Ville

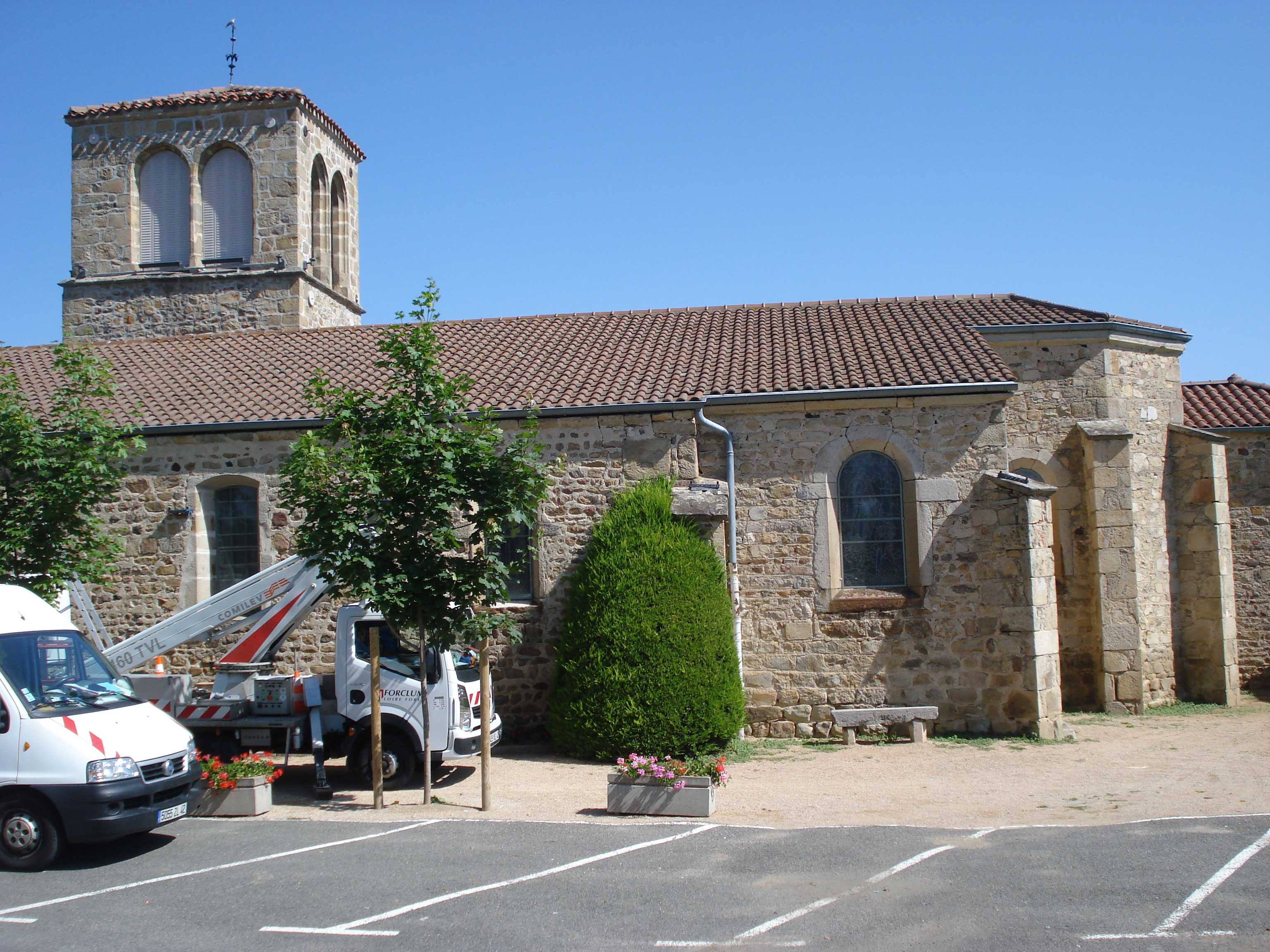
Kościół w Saint-Georges-Haute-Ville, 2009

Saint-Georges-Haute-Ville – miejscowość i gmina we Francji, w regionie Owernia-Rodan-Alpy, w departamencie Loara.
Według danych na rok 1990 gminę zamieszkiwało 1035 osób, a gęstość zaludnienia wynosiła 107 osób/km² (wśród 2880 gmin regionu Rodan-Alpy Saint-Georges-Haute-Ville plasuje się na 758. miejscu pod względem liczby ludności, natomiast pod względem powierzchni na miejscu 1146.).